# Jana Brejchová
Jana Brejchová, född 20 januari 1940 i Prag, protektoratet Böhmen-Mähren, är en tjeckisk skådespelare.
Brejchová saknar formell skådespelarutbildning. Hon började få filmroller redan som trettonåring och gjorde i tonåren flera filmer samtidigt som hon arbetade som maskinskriverska på ett mejeri. Hon fick ett större genombrott med filmen Vlčí jáma 1958 och blev under 1960-talet mycket populär i hemlandet. Hon blev också omskriven för sina många äktenskap, kanske främst med regissören Miloš Forman 1958–1962. Senare var hon gift med skådespelaren Vlastimil Brodský och fick med honom dottern Tereza Brodská som också blev skådespelare.

## Filmografi, urval
- 1958 – Vlčí jáma
- 1960 – Vyšší princip
- 1962 – Baron Prášil
- 1963 – Två ska man vara
- 1965 – Das Haus in der Karpfengasse
- 1965 – Kdyby tisíc klarinetů
- 1967 – Den förlorade sonens återkomst
- 1977 – Pan Tau (TV-serie)
- 1980 – Arabela (TV-serie)